# Torneo Metropolitano 2007 (Uruguay)
El Torneo Metropolitano 2007 fue la competencia organizada por la FUBB que se extendió desde el 12 de marzo de 2007 hasta 6 de julio del mismo año (esta última fecha se jugó la copa Metropolitano-Regional).
En esta ocasión el torneo de la Segunda División del básquetbol uruguayo le dio el ascenso a los equipos de: Bohemios (Campeón del torneo), Tabaré (Vicecampeón) y Cordón. Además significó el descenso de Stockolmo.

## Sistema de disputa
En el Metro 2007 se jugará una rueda clasificatoria todos contra todos, donde los diez primeros pasarán con la mitad del puntaje a jugar una liguilla en busca de los ascensos, por lo que el mejor posicionado de la tabla ascenderá a la LUB bajo el título de Campeón del Torneo Metropolitano 2007. El segundo ascenso se determinará en playoff. Se enfrentarán 2.º vs 5.º y 3.º vs. 4, disputándose la final entre los ganadores de estos cruces. Además los equipos que queden 3.º y 4.º podrán conseguir un tercer ascenso al vencer a dos equipos del torneo regional.
Por otra parte al final los últimos cuatro equipos de la tabla tras el torneo clasificatorio pasarán con todo su puntaje a jugar una Rueda de Permanencia donde el último de la tabla descenderá a la Divisional Tercera en Ascenso.

## Clubes participantes
| Club           | Posición Temporada Anterior                   |
| -------------- | --------------------------------------------- |
| 25 de Agosto   | Ascendió de la DTA                            |
| Bohemios       | Eliminado en la rueda de clasificación (10.º) |
| Capurro        | 4.º en la Liguilla por el ascenso             |
| Cordón         | 3.º en la Liguilla por el ascenso             |
| Goes           | Descendió de la LUB                           |
| Larrañaga      | Eliminado en rueda de clasificación (11.º)    |
| Larre Borges   | Eliminado en rueda de clasificación (9.º)     |
| Nacional       | 6.º en la Liguilla por el ascenso             |
| Olivol Mundial | 1.º en la rueda de permanencia                |
| Stockolmo      | 2.º en la rueda de permanencia                |
| Tabaré         | Descendió de la LUB                           |
| Urunday        | Eliminado en rueda de clasificación (8.º)     |
| Verdirojo      | 5.º en la Liguilla por el ascenso             |
| Yale           | Eliminado en rueda de clasificación (7.º)     |

## Desarrollo

### Temporada regular
En esta temporada de una rueda todos contra todos, se definió quiénes pasan a la liguilla de ascenso y quiénes jugarán la rueda de permanencia.
| Posición | Club           | PG | PP |
| -------- | -------------- | -- | -- |
| 1.º      | Cordón         | 12 | 1  |
| 2.º      | Bohemios       | 11 | 2  |
| 3.º      | Goes           | 9  | 4  |
| 4.º      | Tabaré         | 8  | 5  |
| 5.º      | Larre Borges   | 8  | 5  |
| 6.º      | Urunday        | 7  | 6  |
| 7.º      | Nacional       | 6  | 7  |
| 8.º      | Larrañaga      | 6  | 7  |
| 9.º      | 25 de Agosto   | 6  | 7  |
| 10.º     | Yale           | 6  | 7  |
| 11.º     | Capurro        | 6  | 7  |
| 12.º     | Verdirojo      | 3  | 10 |
| 13.º     | Olivol Mundial | 2  | 11 |
| 14.º     | Stockolmo      | 1  | 12 |

|  | Clasifican a Liguilla por el Ascenso |
|  | Pasan a la Rueda de Permanencia.     |

### Rueda de Permanencia
Los equipos arrastran el puntaje conseguido en el clasificatorio y jugarán dos ruedas para mantener la permanencia en la divisional el último descenderá a la DTA.
| Posición | Club           | Puntos | PG | PP |
| -------- | -------------- | ------ | -- | -- |
| 1.º      | Capurro        | 25     | 2  | 3  |
| 2.º      | Verdirojo      | 24     | 3  | 2  |
| 3.º      | Olivol Mundial | 23     | 3  | 2  |
| 4.º      | Stockolmo      | 21     | 2  | 3  |

|  | Desciende a DTA |

### Liguilla por el Ascenso
Los equipos arrastran la mitad del puntaje hecho en el clasificatorio, el 1.º asciende a la Liga Uruguaya de Básquetbol 2008-09 y el 2.º, el 3.º, el 4.º y  el 5.º pasarán a jugar play offs.
| Posición | Club         | Puntos | PG | PP |
| -------- | ------------ | ------ | -- | -- |
| 1.º      | Bohemios     | 30     | 8  | 1  |
| 2.º      | Tabaré       | 25.5   | 6  | 3  |
| 3.º      | Larre Borges | 25.5   | 6  | 3  |
| 4.º      | Goes         | 25     | 5  | 4  |
| 5.º      | Cordón*      | 23.5   | 7  | 2  |
| 6.º      | Larrañaga    | 23.5   | 5  | 4  |
| 7.º      | Urunday      | 21     | 2  | 7  |
| 8.º      | Nacional     | 19.5   | 2  | 6  |
| 9.º      | Yale         | 19.5   | 2  | 6  |
| 10.º     | 25 de Agosto | 19.5   | 1  | 8  |

El partido Nacional-Yale fue cancelado, por eso ambos equipos cuentan con un partido menos.
- Cordón clasificó sobre Larrañaga tras vencerlo 74-66 en un partido desempate.

|  | Asciende a LUB            |
|  | Clasifica a los Play off. |

| Campeón del Torneo Metropolitano 2007 |
| ------------------------------------- |
| Bohemios Ascenso a LUB                |

### Play Offs
Se jugaron al mejor de tres.
|  | Semifinales | Semifinales  | Semifinales |      |   | Final  | Final | Final |  |
|  |             |              |             |      |   |        |       |       |  |
|  |             |              |             |      |   |        |       |       |  |
|  | 2           | Tabaré       | 2           |      |   |        |       |       |  |
|  | 2           | Tabaré       | 2           |      |   |        |       |       |  |
|  | 5           | Cordón       | 1           |      |   |        |       |       |  |
|  | 5           | Cordón       | 1           |      | 2 | Tabaré | 2     |       |  |
|  |             |              |             |      | 2 | Tabaré | 2     |       |  |
|  |             |              | 4           | Goes | 0 |        |       |       |  |
|  | 3           | Larre Borges | 4           | Goes | 0 | 0      |       |       |  |
|  | 3           | Larre Borges |             |      |   | 0      |       |       |  |
|  | 4           | Goes         | 2           |      |   |        |       |       |  |
|  | 4           | Goes         | 2           |      |   |        |       |       |  |
|  |             |              |             |      |   |        |       |       |  |

| Vicecampeón del Torneo Metropolitano 2007 |
| ----------------------------------------- |
| Tabaré Ascenso a LUB                      |

### Metropolitano-Regional
Los equipos que perdieron en Play off, tienen la chance de un tercer ascenso. Para conseguirlo los semifinalistas jugarán entre sí y el vencedor jugará contra el finalista de play off. El ganador que aquí surja se enfrentará con un equipo del interior, perteneciente al torneo regional y quien gane participará de la LUB 2008-09.
Finalmente Cordón se quedó con este ascenso tras vencer a Larre Borges (77-70) a Goes (87-84) y le ganó a Círculo la serie 2-0
| Tercer Ascenso       |
| -------------------- |
| Cordón Ascenso a LUB |